# Théophane de Byzance
Pour les articles homonymes, voir Théophane.
Théophane de Byzance est un historien de langue grecque de la fin du VIe siècle. Il était l'auteur d'une Histoire en dix livres couvrant les règnes des empereurs Justin II (565-578) et Tibère Constantin (578-582). Cet ouvrage est perdu, mais fait l'objet du codex 64 de la Bibliothèque de Photius. Ce dernier signale qu'en introduction, Théophane mentionnait un autre livre qu'il avait consacré au règne de Justinien, mais qui, apparemment, était déjà perdu au IXe siècle. Le résumé donné dans le codex 64 contient deux éléments importants : d'une part l'histoire de l'introduction de l'élevage du ver à soie à Byzance, sous le règne de Justinien, par un Perse qui avait visité la Chine et en avait fait sortir des œufs cachés dans une canne creuse ; d'autre part l'une des premières mentions historiques de Turcs (Tourkoi), installés à l'est du Don, et qui envoyèrent une ambassade à Justin II au début de son règne.